# Barleria sacanii
Barleria sacanii là một loài thực vật có hoa trong họ Ô rô. Loài này được Klotzsch ex Lindau mô tả khoa học đầu tiên năm 1895.